# معاهدات بانكروفت

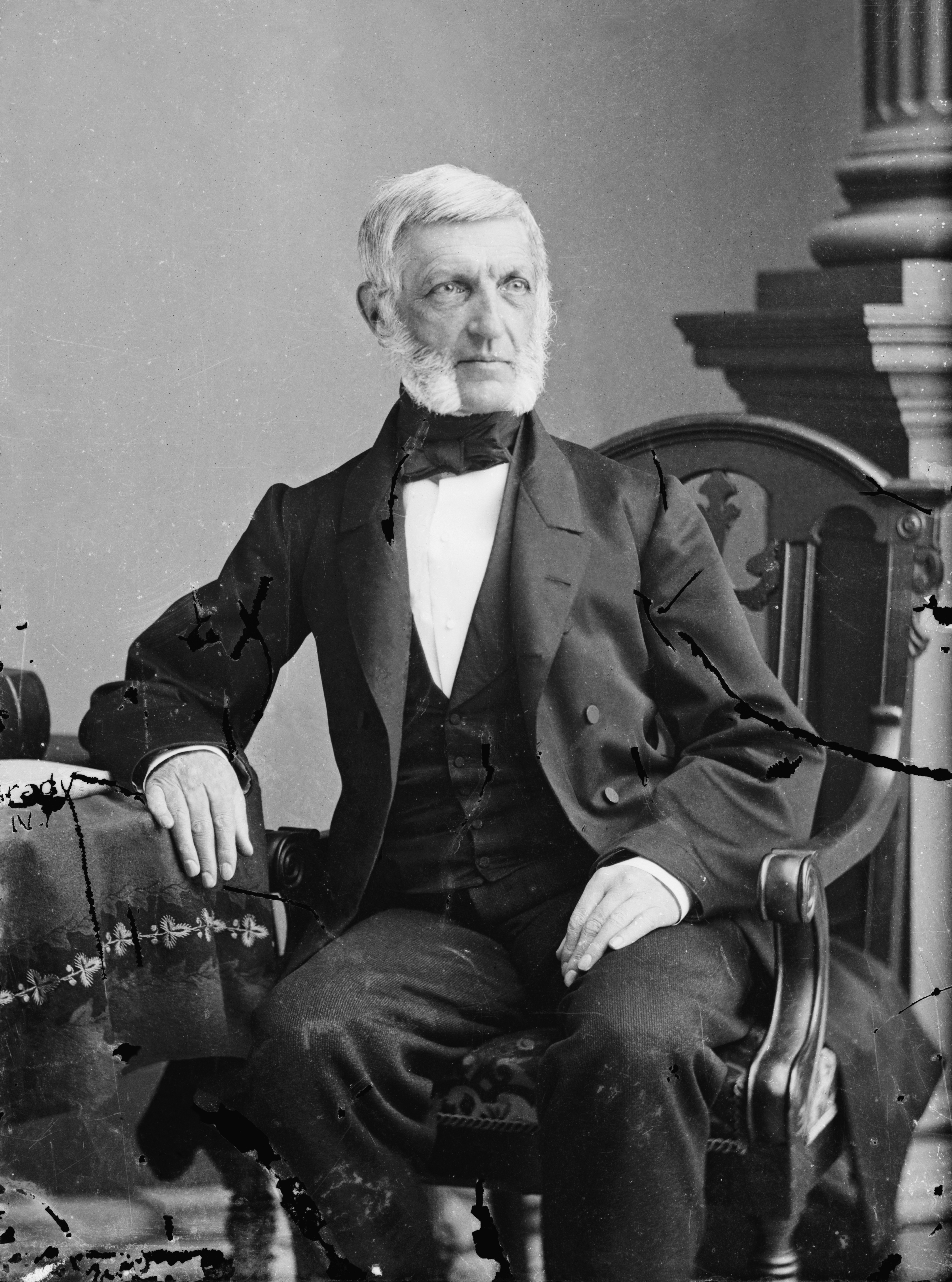
جورج بانكروفت قبل تعيينه وزيرًا للولايات المتحدة في بروسيا.

معاهدات بانكروفت، المعروفة أيضًا بمؤتمرات بانكروفت، هي سلسلة من الاتفاقيات الثنائية التي أُبرمت في أواخر القرن التاسع عشر وأوائل القرن العشرين بين الولايات المتحدة الأمريكية ودول أخرى، واعترفت هذه الاتفاقيات بحق مواطني كل طرف في أن يصبحوا مواطنين متجنسين للدولة الأخرى، وحدّدت الظروف التي يُفترض فيها قانونيًا أن الأشخاص المجنسين قد تخلوا عن جنسيتهم الجديدة وعادوا إلى جنسيتهم الأصلية.

## التسمية
سُميت هذه المعاهدات باسم المؤرخ والدبلوماسي جورج بانكروفت (1800-1891) الذي تفاوض على أول هذه الاتفاقيات مع بروسيا، وتهدف المعاهدات بشكل أساسي إلى منع الأفراد من استخدام التجنيس وسيلةً لتجنّب الخدمة العسكرية والالتزامات القانونية الأخرى في بلدانهم الأصلية.

دخلت الولايات المتحدة في 25 معاهدة بانكروفت تغطي 34 دولة أجنبية وذلك خلال الأعوام (1868-1937). وتحتوي المعاهدة على ثلاثة أحكام رئيسية، إذ يُحدد الأوّل الشروط التي بموجبها يعترف كُل طرف بتجنيس مواطنيه من جانب الآخر (كان المتطلّب العادي هو إقامة متواصلة مدة خمس سنوات في البلد المتبنى)، وينص الحكم الثاني على محاكمة المواطنين المجنسين الذين يعودون إلى بلدهم الأصلي عن الجرائم التي ارتكبوها قبل هجرتهم، أمّا الثالث فهو أن المواطنين المجنسين الذين يعودون إلى بلدهم الأصلي ويقيمون هناك مدة سنتين متواصلتين يُفترض أنهم استعادوا جنسيتهم الأصلية، مما يتطلب منهم الوفاء بأي التزامات خدمة عسكرية غير مكتملة في بلدهم الأصلي، ويحرمهم من الحماية الدبلوماسية لبلدهم المتبنى، وكانت المادة الثالثة من معاهدة 1908 مع البرتغال نموذجية لهذا البند: 

## العيوب الدستورية
نشأت المعاهدات في عصر لم يكن فيه الاعتراف بحق الأفراد في تغيير جنسيتهم معترفًا به عالميًا، ومثّلت خطوة هامة نحو تأمين الاعتراف من الحكومات الأجنبية بحق مواطنيها في أن يُصبحوا مواطنين أمريكيين، ومع ذلك فقد جعل القانون الدستوري الأمريكي المعاهدات في نهاية المطاف قديمة.
أبطلت المحكمة العليا الأمريكية في قضية شنايدر ضد راسك (1964) قسمًا من قانون الهجرة والجنسية لعام 1952 (قانون ماكاران-والتر) الذي كان سيحرم الأمريكيين المجنسين من جنسيتهم بعد إقامة مستمرة مدة ثلاث سنوات في بلدهم الأصلي، وفي قضية أفرويم ضد راسك (1967) قضت المحكمة العليا، في مراجعة جزء من قانون الجنسية لعام 1940، بأن الكونجرس لا يملك سلطة تجريد أي شخص من جنسيته، سواء كانت مكتسبة بالولادة أو بالتجنس، وأشارت هذه القرارات بقوة إلى أن أي حالة مستقبلية لفقدان الجنسية بشكل قسري بموجب إحدى معاهدات بانكروفت ربما لن تنجو من تحدي أمام المحكمة العليا.

## إنهاء معاهدات بانكروفت
خلُصت إدارة الرئيس جيمي كارتر، بالتشاور مع لجنة العلاقات الخارجية بمجلس الشيوخ إلى أن معاهدات بانكروفت غير قابلة للتنفيذ، وأصدرت إشعارًا في عام 1980 بإنهاء المعاهدات مع 18 من الدول الـ21 التي كانت المعاهدات لا تزال سارية المفعول معها، باستثناء المعاهدات مع ألبانيا وبلغاريا وتشيكوسلوفاكيا. انتهت المعاهدة مع ألبانيا في عام 1991 عندما أعادت ألبانيا والولايات المتحدة العلاقات الدبلوماسية بينهما في نهاية الحرب الباردة. وأنهت الولايات المتحدة المعاهدة مع جمهورية التشيك والجمهورية السلوفاكية باعتبارهما دولتين خليفتين لتشيكوسلوفاكيا السابقة في عام 1997. وأُنهيت المعاهدة مع بلغاريا في السنوات الأخيرة من رئاسة باراك أوباما.
| دولة                           | تاريخ التوقيع  | سنة الإنهاء | سبب الإنهاء                                                                    |
| ------------------------------ | -------------- | ----------- | ------------------------------------------------------------------------------ |
| الاتحاد الألماني الشمالي       | 22 فبراير 1868 | 1917        | لم تُستعد بعد الحرب العالمية الأولى.                                            |
| بافاريا                        | 26 مايو 1868   | 1871        | إعلان الإمبراطورية الألمانية.                                                  |
| المكسيك                        | 4 يوليو 1868   |             | أنهتها المكسيك.                                                                |
| بادن                           | 19 يوليو 1868  | 1871        | إعلان الإمبراطورية الألمانية.                                                  |
| فورتمبيرغ                      | 27 يوليو 1868  | 1871        | إعلان الإمبراطورية الألمانية.                                                  |
| هسن                            | 1 أغسطس 1868   | 1871        | إعلان الإمبراطورية الألمانية.                                                  |
| بلجيكا                         | 16 نوفمبر 1868 | 1980        | أنهاها الرئيس جيمي كارتر.                                                      |
| الاتحاد بين السويد والنرويج    | 26 مايو 1869   | 1980        | أنهاها الرئيس جيمي كارتر.                                                      |
| الإمبراطورية النمساوية المجرية | 20 سبتمبر 1870 | 1917        | عدم تفعيل المعاهدات بعد الحرب العالمية الأولى.                                 |
| المملكة المتحدة                | 23 فبراير 1871 | 1953        | أنهتها المملكة المتحدة في 15 ديسمبر 1953.                                      |
| الدنمارك                       | 20 يوليو 1872  | 1980        | أنهاها الرئيس جيمي كارتر.                                                      |
| هايتي                          | 22 مارس 1902   | 1980        | أنهاها الرئيس جيمي كارتر.                                                      |
| المؤتمر الأمريكي               | 13 أغسطس 1906  |             | انسحبت عدة دول من المعاهدة.                                                    |
| السلفادور                      | 14 مارس 1908   | 1980        | أنهاها الرئيس جيمي كارتر.                                                      |
| البرازيل                       | 27 أبريل 1908  | 1951        | أُنهيت بواسطة البرازيل.                                                         |
| الأوروغواي                     | 10 أغسطس 1908  | 1980        | أنهاها الرئيس جيمي كارتر.                                                      |
| البرتغال                       | 7 مايو 1908    | 1980        | أنهاها الرئيس جيمي كارتر.                                                      |
| هندوراس                        | 23 يونيو 1908  | 1980        | أنهاها الرئيس جيمي كارتر.                                                      |
| بيرو                           | 15 أكتوبر 1907 | 1980        | أنهاها الرئيس جيمي كارتر.                                                      |
| نيكاراجوا                      | 7 ديسمبر 1908  | 1980        | أنهاها الرئيس جيمي كارتر.                                                      |
| كوستاريكا                      | 10 يونيو 1911  | 1980        | أنهاها الرئيس جيمي كارتر.                                                      |
| بلغاريا                        | 23 نوفمبر 1923 | 2017        | أنهاها الرئيس باراك أوباما.                                                    |
| تشيكوسلوفاكيا                  | 16 يوليو 1928  | 1997        | انتهت العلاقة بين جمهورية التشيك وجمهورية سلوفاكيا.                            |
| ألبانيا                        | 5 أبريل 1932   | 1991        | انتهاء المعاهدات بعد إعادة توطيد العلاقات الدبلوماسية بين البلدين في عام 1991. |
| ليتوانيا                       | 18 أكتوبر 1937 | 1980        | أنهاها الرئيس جيمي كارتر.                                                      |